# Duostories
Duostories es un proyecto común que traduce las "historias" de Duolingo a muchos más idiomas que los que acepta Duolingo por sí mismo, también lenguas auxiliares, como interlingue, y algunas lenguas minoritarias como el asturiano o el silesio, además de varias otras lenguas artificiales. El proyecto tiene la aprobación de Duolingo y está dirigido por un grupo de voluntarios, pero funciona independientemente y sin coste.
Las personas que quieran crear un curso se juntan en Discord como voluntarios para ganar el permiso de redactar, controlar las traducciones, hacer cambios y actividades similares.